# Liga Nieuw Beelden
Liga Nieuw Beelden (1955-1969) was een Nederlands kunstenaarscollectief.
De groep werd opgericht in 1955 en bestond uit beeldend kunstenaars en een aantal architecten. In feite was het een samengaan van kunstenaars uit diverse stromingen, zoals Cobra, Vrij Beelden, Groep 54 en Creatie. 
In het oprichtingsjaar hielden zij een eerste tentoonstelling in het Stedelijk Museum in Amsterdam. Daarbij werd een manifest gepresenteerd dat was ondertekend door kunstenaars als Hans Ittmann, Wim Kersten, Harry van Kruiningen, Wim Crouwel, Josef Ongenae en André Volten.
Architecten die bij de liga betrokken waren, waren onder anderen Gerrit Rietveld, Frans van Gool en Aldo van Eyck. Motor achter de groep was Charles Karsten, die zelf architect en beeldhouwer was. De liga exposeerde jaarlijks in het Stedelijk Museum.
De liga streefde volgens het oprichtingsmanifest naar een eenheid tussen kunst en leven. Ze wilde werken aan het verbeteren van de leefomgeving. Kleur in de architectuur werd als belangrijk gezien. In 1962 verschoof de aandacht van het gebouw naar de stedelijke ruimte. Op haar hoogtepunt had de vereniging 361 leden. De liga werd in 1969 ontbonden.

## Tentoonstellingen
- LIGA Nieuw Beelden (1955)
- Kleur (1958), met onder anderen Armando, Kees Keus en Wim Strijbosch.
- Verbondenheid der Kunsten (1959)
- Stedelijke ruimte (1962)